# 扎戈羅季耶平原
扎戈羅季耶平原是白俄羅斯的平原，位於該國西南部，由布列斯特州負責管轄，長85公里、寬15至35公里，面積3,100平方公里，最高點海拔高度179米，是波羅的海和黑海流域的分水嶺。